# John Colet
John Colet (Londra, 1466 o 1467 – Londra, 16 settembre 1519) è stato un teologo, umanista e presbitero inglese, amico di Erasmo da Rotterdam e patrocinatore dell'umanesimo cristiano. Colet voleva che la gente leggesse le Sacre Scritture come loro guida nella vita e desiderava rinvigorire il cristianesimo riportandolo a quello delle origini.

## Biografia

### Infanzia ed educazione
Figlio più anziano di Sir Henry Colet (Lord Mayor of London nel 1486 e nel 1495) e di Christian figlia di Sir John Knevet di Aswellthorpe, nacque a Londra nel gennaio 1467, e fu educato al St Anthony's school e al Magdalen College, Oxford dove prese il suo titolo di magister artis nel 1490. Era già il rettore non residente di Dennington (1485), nel Suffolk, e parroco di St Dunstan's a Stepney, e ora divenne rettore di Thurning. Nel 1493 andò a Parigi e poi in Italia, studiando diritto civile e canonico, patristica e greco antico.

### Il soggiorno all'estero
Durante questo periodo di soggiorno all'estero entrò in conoscenza con Budeaus (Guillaume Budé) ed Erasmo, e con l'insegnamento di Girolamo Savonarola (anche se di quest'ultimo non c'è nota la conoscenza diretta). Al suo ritorno in Inghilterra nel 1496 prese gli ordini sacri e si stabilì ad Oxford, dove egli divenne lettore delle lettere di San Paolo, rimpiazzando il vecchio metodo esegetico della scolastica con uno più conforme con quello umanista. A causa delle loro influenze, quando ritornò in Inghilterra, Colet era più di un semplice umanista; ritornò come riformatore cristiano. I suoi metodi influenzarono molto Erasmo, che visitò Oxford nel 1498, e che più tardi ricevette una pensione annuale da Colet.

### Decano di San Paolo

#### La scuola di San Paolo

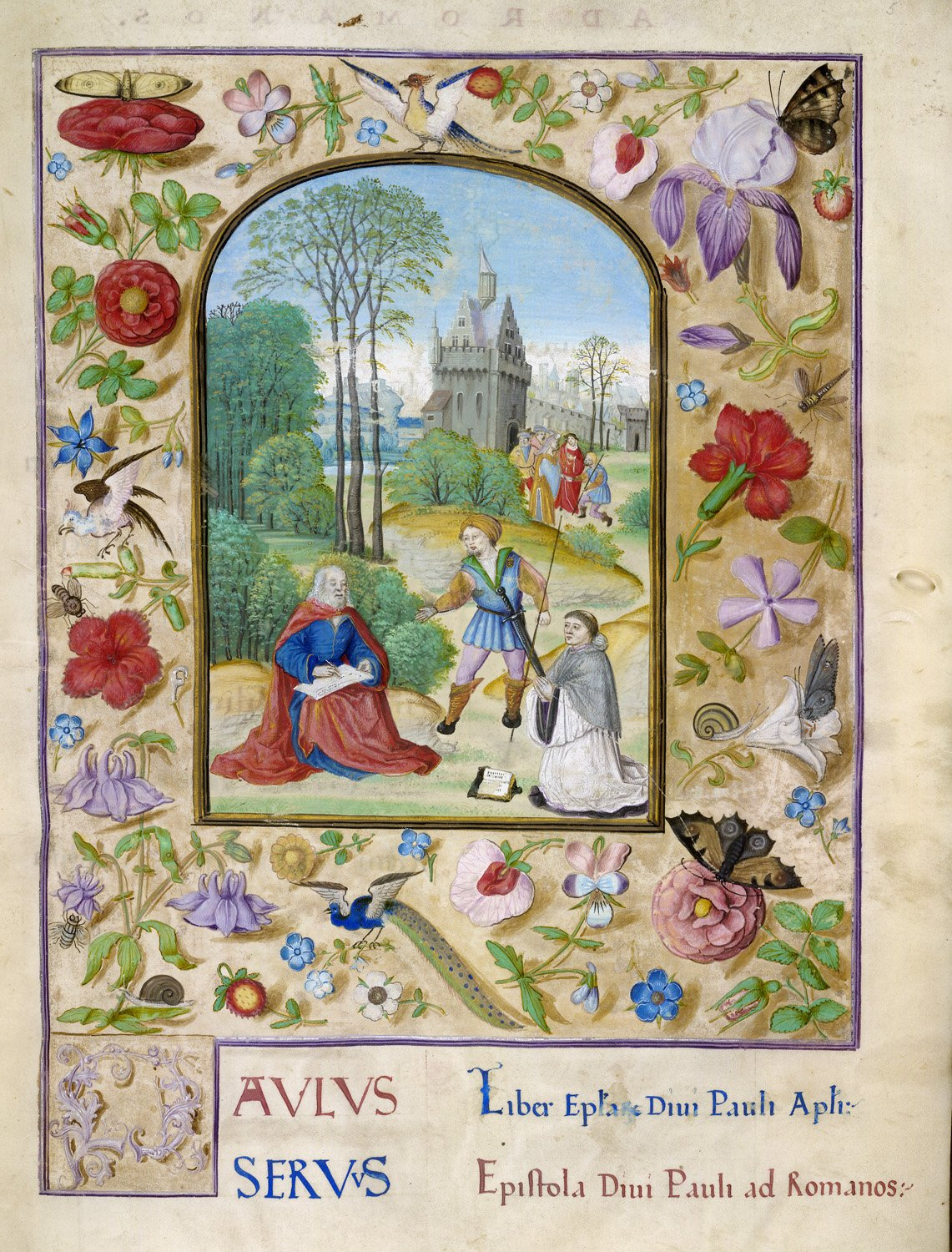
San Paolo scrive le sue lettere insieme a John Colet, British Library MS. Royal 1 E V, folio 5

Dal 1494 Colet era stato prebendario di York, e canonico di St Martin le Grand a Londra. Nel 1502 divenne prebendario di Salisbury, nel 1505 prebendario della Cattedrale di San Paolo, e immediatamente dopo suo decano, avendo in precedenza preso la laurea di dottore in teologia. Continuò le letture sui vari libri della Bibbia; e presto stabilì una stabile lettura teologica, per tre giorni di ciascuna settimana, nella stessa San Paolo. Mentre era a San Paolo tra il 1504 e il 1519, Coled usò la sua predicazione, amministrazione, esegesi scritturale ed educazione per riformare la Chiesa.
Intorno al 1505, avendo ereditato le fortune paterne, Colet pianificò di rifondare la Scuola di San Paolo, che egli completò nel 1512, e la dotò con un patrimonio annuo di £122. La scuola, dedicata al Bambin Gesù era un posto dove dare ai giovani un'educazione cristiana. Il celebre grammatico William Lilye fu il primo docente, e la compagnia dei mercanti fu nominata, nel 1510, amministratore, il primo esempio di una gestione non clericale nell'educazione. Alcune persone ritenevano che le opinioni religiose di Colet fossero eretiche, ma William Warham, l'Arcivescovo di Canterbury, si rifiutò di perseguitarlo. Anche re Enrico VIII lo teneva in alta considerazione nonostante i suoi sermoni contro le guerre in Francia. Colet fu rettore della corporazione di Gesù nella Cattedrale di San Paolo e cappellano del re. Nel 1514 compì un pellegrinaggio a Canterbury e nel 1515 predicò durante la nomina di Thomas Wolsey a cardinale.

#### I Sermoni

##### IlConvocation Sermondel 1512
Colet, amico di Erasmo, scrisse molti celebri sermoni. Uno riguarda l'inizio della Convocazione del clero della provincia di Canterbury nella Cattedrale di Londra il 6 febbraio 1512 ed è conosciuto come Convocation Sermon. Warham invitò Colet a tenere il discorso, discorso che si rivelò sia diretto che perspicace, ed è uno dei suoi sermoni meglio conosciuti, in quanto in esso molte tematiche espresse da Colet emergono. Rappresenta il suo lavoro, o come Colet disse di sé stesso, egli "sta parlando per lo zelo, un uomo che sta soffrendo per la rovina della Chiesa". Inoltre, Colet dichiara che egli giunse "...qui oggi, o padri, per ammonirvi a deliberare, in questo vostro Concilio, riguardo alla riforma della Chiesa". 
Tale riforma della Chiesa viene espressa in vari punti di questo sermone. Nel paragrafo introduttivo, Colet critica lo stile di vita dei preti, spiegando che i preti dovrebbero essere un esempio per gli altri come un faro di luce; perché se loro sono invece delle figure dell'oscurità, la Chiesa sarà inabissata nelle tenebre. Colet cita quattro malvagi, riferendosi a San Paolo, che costituiscono la corruzione dello stile di vita degli ecclesiastici: l'orgoglio diabolico, la concupiscenza della carne, la cupidigia e le occupazioni mondane. 

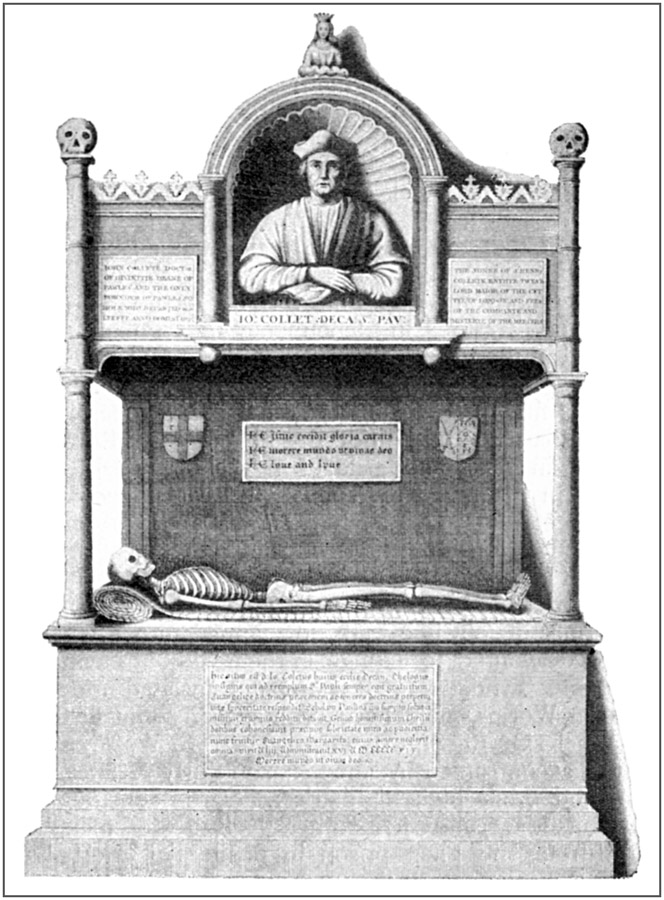
Tomb of John Colet, D.D.,
Dean of St. Paul's.
After Hollar.

Riguardo al primo male, Colet ritiene che i preti a lui contemporanei siano più consumati dall'onore e dalla dignità che si può ricevere nel far parte del presbiterato. Il servizio alla Chiesa deve essere soltanto umile. Riguardo al secondo, molti sacerdoti prendono parte alla concupiscenza per la carne in molti modi: festeggiando e banchettando, partecipando a vane conversazioni, allo sport, ai giochi, alla caccia. Riguardo al terzo, la cupidigia è definita da Colet come una piaga che ha corrotto molti sacerdoti e accecato molti. Riguardo infine al quarto punto, ovvero le occupazioni mondano, Colet dice che esse sorgono perché i preti sono diventati più servi degli uomini che servi di Dio.
Colet, allora, si sposta a discutere riguardo alla necessaria riforma del clero. San Paolo ordina che la gente debba "essere riformata in un nuovo spirito". La gente dovrebbe ritornare all'umiltà, alla sobrietà, alla carità e alle occupazioni spirituali. La riforma deve iniziare con i preti cosicché essa possa spargersi per tutta la Chiesa. Colet non concorda con la creazione di nuove leggi; al contrario, egli pensa che le vecchie leggi debbano essere semplicemente rinforzate. Ritiene che ci siano molte cose importanti: condurre una buona, pura e santa vita; una morale riconosciuta come tale; una conoscenza moderata delle Scritture; la conoscenza dei Sacramenti; il timore di Dio e, infine, l'amore per la vita celeste.

##### Altri sermoni
Inoltre, Colet proncunciò un notevole sermone davanti alla corte reale il Venerdì Santo del 1513. Ha pronunciato questo discorso sulla scia della tensione politica; in particolare, una volontà inglese di dichiarare guerra contro la Francia. Nel suo discorso, Colet condanna la guerra e spinge i cristiani a combattere solo per Gesù Cristo.

### La morte
Colet morì nel 1519 della cosiddetta malattia del sudore. Il suo monumento fu eretto nella navata laterale a sud del coro nella Cattedrale di San Paolo, ma fu distrutta durante il Grande incendio di Londra del 1666.

## Il pensiero e l'opera

### Un umanista cristiano
Nonostante Colet non sia conosciuto bene quanto Erasmo come umanista cristiano, i suoi scritti riflettono i principi dell'umanesimo cristiano. Colet studiò Cicerone, sant'Agostino, Girolamo, Giovanni Crisostomo, Ignazio d'Antiochia, Lattanzio e Policarpo. Nei suoi scritti, Colet fa riferimento all'umanesimo italiano e ai platonici Marsilio Ficino e Pico della Mirandola. Erasmo disse di Colet: «Quando ascolto Colet mi sembra di stare ad ascoltare Platone stesso». 

### L'opera
Oltre ai Sermoni le opere di Colet includono alcune esegesi scritturali e opere intitolate Daily Devotions e Monition to a Godly life. Insieme a Lilye, Erasmo e Wolsey, Colet ha prodotto materiali che costituiscono la base della grammatica latina, utilizzata per secoli nelle scuole inglesi. Sopravvive anche un certo numero di lettere da Colet a Erasmo.

## La critica storico-letteraria

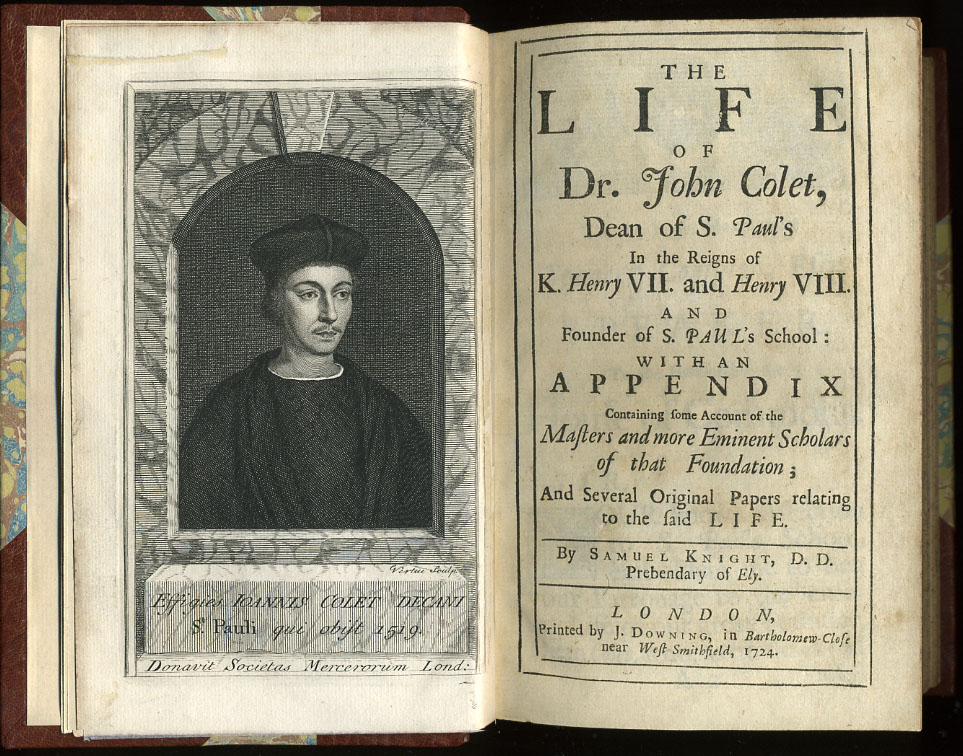
Frontespizio della "The Life of Dr John Colet", Dean of St Paul's" di Samuel Knight, 1724.

Colet è stato studiato frequentemente successivamente e ha avuto stagioni in cui ridivenne popolare. Il vescovo White Kennett studiò Colet durante il XVII e il XVIII secolo. Kennett passò le sue annotazioni a Samuel Knight che le usò per scrivere una biografia di Colet che fu pubblicata nel 1724. Durante il XIX secolo, l'interesse per Colet aumentò. Numerose edizioni delle sue opere una biografia ulteriori furono pubblicate in quel periodo. Gli studiosi ritengono che Colet abbia avuto un forte impatto su Erasmo e sulla Riforma inglese. Più tardi i critici hanno continuato a considerare Colet come un protestante, anche se i revisionisti storici ritengono che Colet fosse un predicatore riformatore che voleva migliorare la qualità della Chiesa Cattolica.

## L'eredità di Colet
Dal 2003 fino ad oggi, i risultati ottenuti da Colet sono celebrati dalla Scuola di San Paolo, dalla Scuola femminile di San Paolo e dai giovani di San Paolo (formalmente conosciuti come Colet Court) nel John Colet Day nella Cattedrale di San Paolo.
La John Colet School in Wendover, nel Buckinghamshire, è stata intitolata a lui, quanto i Colet Gardens, una strada di Londra, e John Colet School a Sidney, in Australia.